# Винаров, Иван Цолович
Ива́н Цолович Винаров (болг. Иван Винаров, 1896—1969), псевдонимы и клички Март, Иван Цолович, Иван Гаврилович — советский разведчик, полковник Рабоче-крестьянской Красной армии (1936) и генерал-лейтенант Болгарской народной армии (1960), активист Болгарской коммунистической партии (БКП), участник Движения Сопротивления в Болгарии, политический деятель Болгарской Народной Республики.

## Биография
Иван Винаров родился в семье крупного землевладельца 11 января 1896 года в Плевне Плевенской области княжества Болгария. Иван принимал участие в Первой мировой войне. В 1916 году стал членом Болгарской рабочей социал-демократической партии (тесных социалистов). В 1918 году принимал участие в Владайском восстании. По заданию партии Иван занимался изъятием оружия со складов Союзной контрольной комиссии, был активным сотрудником нелегального канала связи Варна—Севастополь—Одесса.
Осенью 1921 года Винаров был арестован и за участие в террористической деятельности приговорен к 8 годам лишения свободы, но в 1922 году бежал в СССР, где в апреле 1923 года вступил в ряды РКП (б).

### Советский разведчик
Иван работал столяром на музыкальном предприятии, учился в Коммунистическом университете имени Я. М. Свердлова. В период с апреля 1924 года по октябрь 1925 года Иван Винаров в составе группы разведывательного управления штаба РККА занимался переброской оружия для Болгарской коммунистической партии (БКП), которая готовила вооруженное восстание и разворачивала партизанское движение. После трёхмесячного обучение в специальной военной школе в Тамбове Иван находился в Болгарии и Австрии, где помогал болгарским коммунистам покинуть страну из-за репрессий, вызванных покушением на царя в апреле 1925 года. В период с января 1926 года по февраль 1929 года Винаров работал в Китае советником по вопросам военной разведки в группе Христофора Салныня, которая с 1927 года находилась на нелегальном положении. Группа занималась разведывательной деятельностью, оказывала помощь китайской коммунистической партии, в том числе поставками оружия. Связным группы была жена Винарова — Г. П. Лебедева, шифровальщица в советских представительствах в Пекине и Харбине. С апреля 1929 года по июнь 1930 года Иван учился на курсах усовершенствования по разведке при 4-м управлении Штаба РККА, одновременно с этим принимал участие в разведывательных операциях в Китае в период ликвидации конфликта на Китайско-Восточной железной дороге в период с сентября по декабрь 1929 года.
В период с 1930 по 1933 годы Иван Винаров был главным резидентом в Австрии, в сферу его деятельности входили Австрия, Польша, Чехословакия, Румыния, Югославия, Греция, Венгрия, Болгария и Турция. В 1931 году Иван был награждён орденом Красного Знамени по представлению Блюхера В.К. В 1936 году Иван окончил Восточный факультет Военной академии им. М. В. Фрунзе, после чего до марта 1938 года руководил разведывательной организацией в Париже, одной из задач которой была помощь республиканской Испании. В июле 1938 года Иван Винаров был уволен из РККА, а в июне 1940 года этот приказ был отменён и Иван был назначен преподавателем кафедры общей тактики Военной академии им. М. В. Фрунзе.

### Вторая мировая война
В годы Великой Отечественной войны Винаров занимался подготовкой болгарских политэмигрантов для партизанской войны в Болгарии, в 1941—1942 годы выполнял задания в Турции, был командиром интернационального полка Отдельная мотострелковая бригада особого назначения НКВД (ОМСБОН), неоднократно выполнял задания в тылу врага, был советником Георгия Димитрова. В мае 1944 года Винаров был отправлен в Черногорию для помощи партизанам-коммунистам Югославии.

### Народная Республика Болгария
С 1944 года Иван Винаров проживал в Болгарии, где до 1949 года принимал участие в создании Болгарской народной армии, находился на командных постах в строительных войсках. В августе 1945 года Президиумом Верховного Совета СССР генерал-майор Винаров был награждён орденом Кутузова II степени. С 1949 по 1964 годы занимал должности помощника министра, министра путей сообщения и строительства, начальника Главного управления путей сообщения при Совете министров НРБ. В 1964 году Иван Винаров получил звание Героя Социалистического Труда НРБ.
После выхода на пенсию Иван Винаров поселился в родном городе Плевен, за вклад в развитие республики был превозглашён почётным гражданином города. По инициативе Винарова в 1946 году на месте охотничьего парка Сокол в окрестностях Плевны началось создание народного парка и урочища Кайлык (болг. Кайлъка).